# Pluto akrobat
Pluto akrobat (engelska: Wonder Dog) är en amerikansk animerad kortfilm med Pluto från 1950.

## Handling
Pluto har blivit förtjust i en vacker damhund, som dock är intresserad av cirkushunden Prince som syns på en affisch. För att imponera på henne försöker Pluto träna på olika akrobatkonster i tron om att han också kan bli en cirkushund.

## Om filmen
Filmen hade svensk premiär den 26 november 1950 på Sture-Teatern i Stockholm och ingick i kortfilmsprogrammet Kalle Ankas bravader tillsammans med sju kortfilmer till; Kalle Anka som jultomte, Pluto som gårdvar, Musse Piggs kelgris, Konståkning på trissor (ej Disney), Kalle Anka på honungsskörd, Kalle Anka på camping och Kalle Anka på friarstråt. Året därpå den 12 februari visades filmen som separat kortfilm på biografen Spegeln som också ligger i Stockholm.

## Rollista
- Pinto Colvig – Pluto
- Ruth Clifford – Dinah[8]